# Kotka (Rõuge)
Kotka is een plaats in de Estlandse gemeente Rõuge, provincie Võrumaa. De plaats had al in 2000 geen inwoners meer. Ook bij de volkstelling van 2011 had ze 0 inwoners. Bij de volkstelling van 2021 had ze nog steeds 0 inwoners. Toch heeft ze nog altijd de status van dorp (Estisch: küla).
Kotka hoorde tot in oktober 2017 bij de gemeente Haanja. In die maand werd deze gemeente bij de gemeente Rõuge gevoegd.

## Geschiedenis
Kotka werd voor het eerst genoemd in 1638 onder de naam Kottke Jaen, een boerderij op het landgoed van Rogosinsky (Ruusmäe). In 1684 stond Kotka bekend als Kottka By en Kotka Peter. ‘By’ is Zweeds  voor ‘dorp’, dus de plaats had inmiddels de status van dorp gekregen. In 1765 werd ze nogmaals genoemd als ‘Dorf Kotka’. In 1860 werd een landgoed Lutznik (Luutsniku) afgesplitst van Rogosinsky. Kotka ging mee. In 1919 werd Lutznik, zoals de meeste landgoederen, door het onafhankelijk geworden Estland onteigend. Tussen 1977 en 1997 maakte Kotka deel uit van het buurdorp Raagi.